# Michelozzo
Michelozzo di Bartolomeo Michelozzi (1396, Florencie – 7. října 1472, Florencie) byl italský architekt a sochař. Je považovaný za jednoho z průkopníků renesanční architektury.
Byl žákem Filippa Brunelleschiho a později spolupracoval s Donatellem. Oběma slavnými sochaři byl zastíněn, neboť byl považován za jejich pomocníka.

## Život a dílo

### Původ
Michelozzo se narodil ve Florencii v roce 1396. Byl synem Antonie a Bartolomeo di Gherardo Borgognone. Otec byl francouzského původu a florentským občanem se stal v roce 1376. Živil se jako krejčí. Michelozzo měl tři bratry jménem Leonardo, Zanobi a Giovanni. V roce 1391 se Michelozzova rodina přestěhovala do čtvrti San Giovanni. Po celý svůj život si Michelozzo udržel rodinnou rezidenci na Via Larga, která se nacházela v blízkosti paláce Medici. Dále Michelozzo vlastnil dům a zahradu v S. Domino a Brozzi.
Michelozzo získal základní vzdělání v oblasti čtení, psaní a aritmetiky. V roce 1410 začal pracovat jako rytec pro florentskou mincovnu. Pracoval s pozlacenou mědí a bronzem. Získal tak přesnost ruky a mistrovství. Proto byl přijat do Arte di Maestri di Pietra e Legname, jednoho z florentských cechů, které zastupovaly kameníky, řezbáře a sochaře.

### Žák Lorenca Ghibertiho
Od roku 1420 byl žákem Lorenca Ghibertiho. První spoluprací s Ghibertim byly severní dveře Baptisteria ve Florenci v letech 1417 až 1424. Jeho práce zpočátku spočívala v odlévání a zlacení panelů. Byl nepochybně ovlivněn Ghibertiho stylem a uměleckými koncepcemi. Pod Ghibertim vytvořil Michelozzo sochu svatého Jana Křtitele nad dveřmi dómu Santa Maria del Fiore ve Florencii naproti Baptisteriu. Dále stříbrnou soškou Jana Křtitele na antependiu (čelním oltáři) v San Giovanni.

### Spolupracovník Donatella

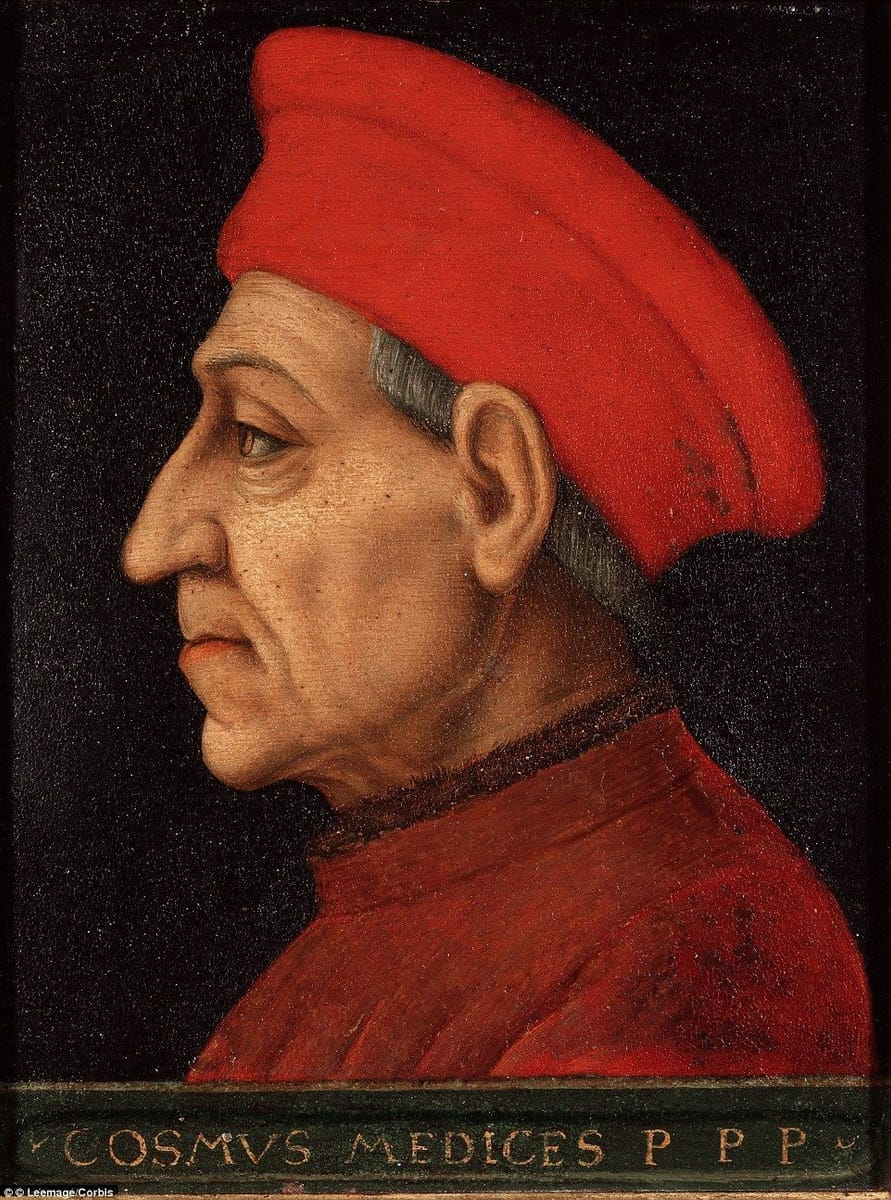
Cosimo Medici

Donatello i Michelozzo začínali jako sochaři, kteří byli oddáni a inspirováni starověkem tak jako mnoho dalších umělců renesance. Donatello získal Michelozzovu pomoc při výzdobě svatostánku svatého Ludvíka v Toulouse. Michelozzo nejvíce pracoval s mramorem, bronzem a stříbrem.
Michelozzo později spolupracoval s Donatellem na náhrobku vzdoropapeže Antipope Jana XXIII., který se nachází ve florentské Baptisterii. V roce 1428 spolu s Donatellem postavili venkovní kazatelnu pro katedrálu Svatého Štěpána ve městě Prato.

### Mecenáš Cosimo Medici

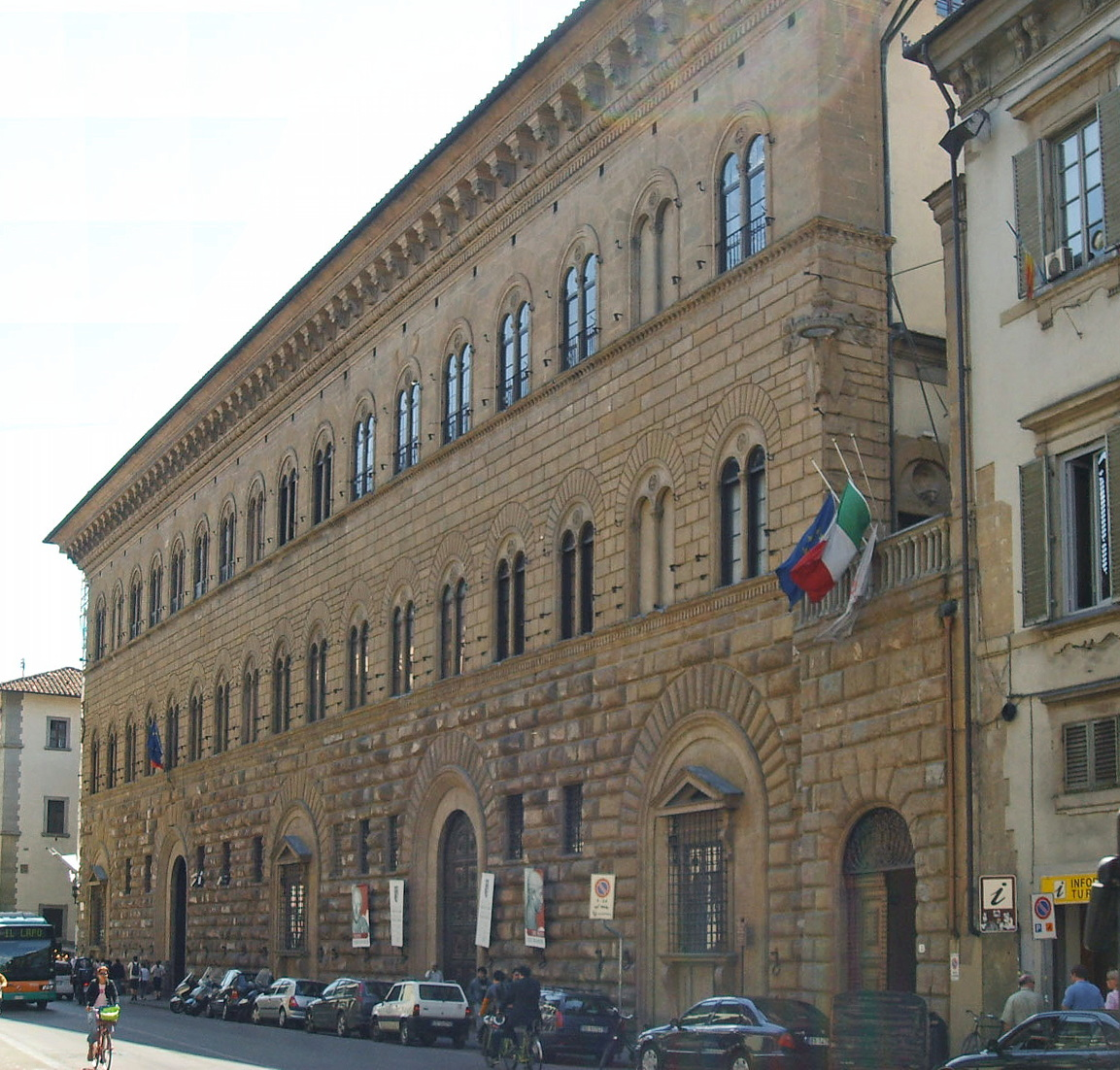
Palazzo Medici Riccardi

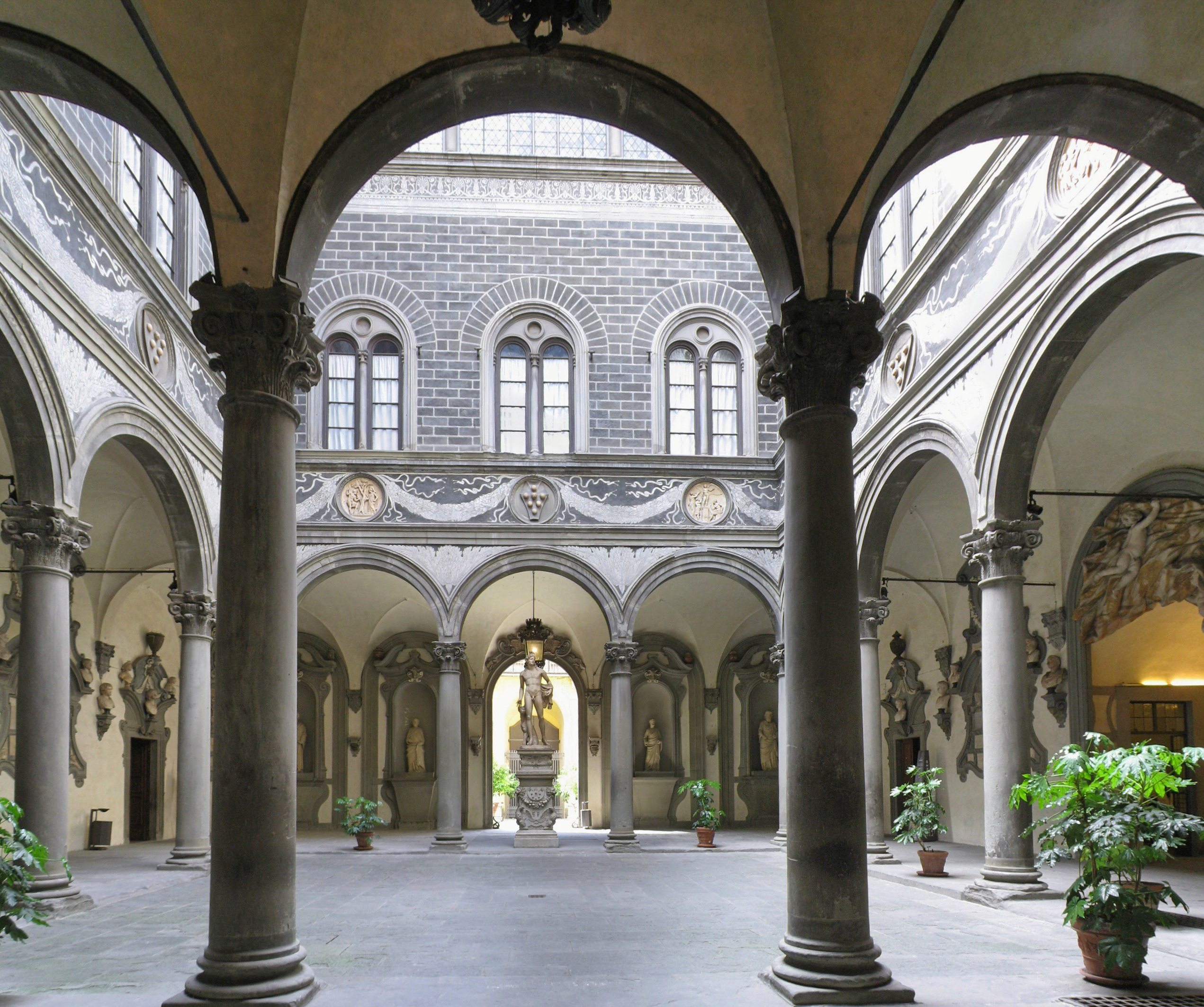
Atrium Palazzo Medici Riccardi

Michelozzovým celoživotním přítelem a mecenášem byl Cosimo dei Medici. Michelozzo byl téměř čtyřicet let jeho dvorním architektem. Cosimo si velmi vážil Michelozza nejenom pro jeho talent, ale i pro jeho dobré vlastnosti a charakter. Také Michelozzo si po celý svůj život užíval blízký vztah s Cosimem, který byl motivován úctou a vděčností. Historici popisují jejich vztah jako jedinečný příklad úcty mezi umělcem a mecenášem. Michelozza dokonce doprovázel Cosima během jeho exilu v Benátkách v letech 1433 až 1434. Nezahálel tam a na ostrově San Giorgio Maggiore postavil knihovnu a navrhl zde i další budovy.
Pro Cosima navrhl Michelozzo mnohé další významné budovy. Například penzion v Jeruzalémě pro poutníky z Florencie, Cosimovu letní vilu v Careggi (Toskánsko) a opevněný hrad, který začal rekonstruovat v 1452 jako Villa Medicea di Cafaggiolo ve městě Barberino di Mugello. Pro Cosimova syna Giovanniho postavil velkou vilu ve městě Fiesole.
Prací Michelozza je i oceňovaný renesanční palác Palazzo Medici Riccardi, který dal vybudovat Cosimo Medici v letech 1444 až 1460. Palác patří mezi významné stavby italské architektury patnáctého století.

V roce 1437 Cosimo odevzdal klášter San Marco dominikánům a Michelozzo byl najat, aby upravil jeho obytné prostory a kostel. Stavbu dokončil v roce 1452. V roce 1453 Michelozzo zrekonstruoval radnici Palazzo Vecchio ve Florenci, která byla v té době polorozpadlá.

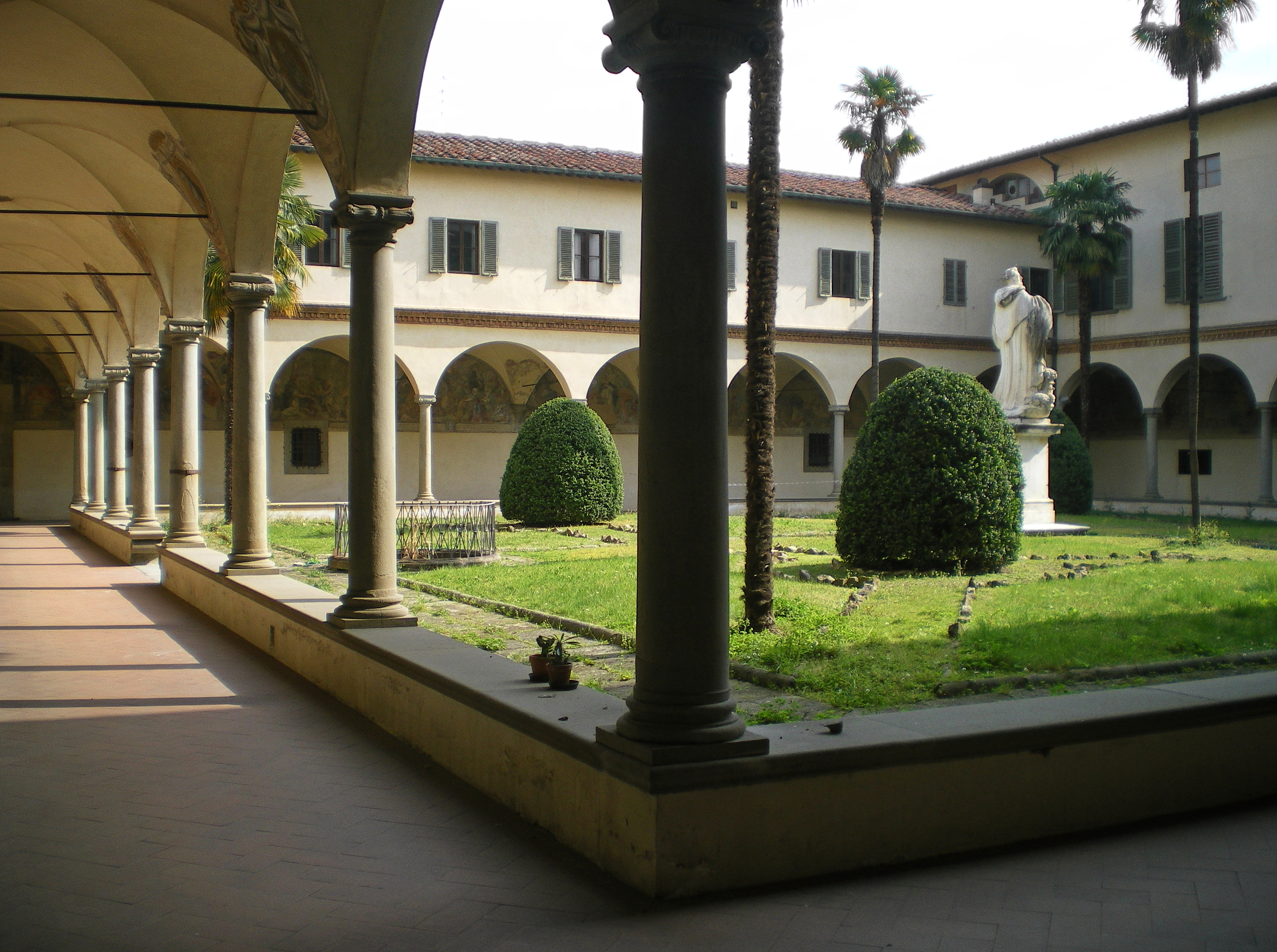
Klášter San Marco ve Florencii

### Současník Fillipo Brunelleschi
Klidný Michelozzo byl současníkem bouřliváka a významného italského architekta Filippa Brunelleschiho, který je považován za průkopníka nového renesančního architektonického stylu. Michelozzo zůstal neprávem v jeho stínu. Ludwig Heydenreich a Paul Davies tvrdí, že všechny budovy, které Michelozzo postavil, jsou velmi významná díla od nejnezávislejšího architekta po Brunelleschim.

## Manželství a děti
Michelozzo se oženil s Francescou, dcerou Piera di Ambrogia Galligariho, v roce 1441. V době jejich sňatku jí bylo 20 a jemu 45 let. Měli spolu čtyři chlapce a tři dívky. Pět z nich přežilo svého otce. Bartolomeo, který se stal sochařem, se narodil v roce 1442, Piero v roce 1443, Antonia v roce 1445, Niccolo v roce 1447, Marietta v roce 1453, Bernardo v roce 1455 a Lisabetta v roce 1459.
Pomoc rodiny Medici nesměřovala jenom k Michelozzovi, ale i k jeho dětem, kterým pomohla ke vzdělání a vysokému postavení ve společnosti. Dva ze synů, Niccolò a Bernardo, byli vzděláváni v Palazzo Medici. Bernardo se stal členem domácnosti Lorenza Il. Magnifica jako vychovatel Piera de Medici. V roce 1500 byl jmenován florentským kánonem a byl zaměstnán Giovannim de Medici.
Niccolò od mladého věku studoval u Ficina, kde navazoval přátelství s dalšími florentskými humanisty, kteří sdíleli jeho lásku ke starověku. Vynikal v literatuře a filozofii, později se stal sekretářem Piero di Cosimo a pokračoval ve funkci pod Pierem di Lorenzo. V roce 1469 zahájil Niccolò svou politickou kariéru jako notář ve florentské Cancellerii a byl často vysílán na důležité mise jako velvyslanec pro florentskou republiku v letech 1489 až 1494. Po pádu Medici byl krátce uvězněn. Očistil své jméno a v roce 1513 se stal druhým kancléřem republiky.

## Smrt a odkaz
Navzdory tvrzení autora životopisů florentských umělců Giorgia Vasariho, nezemřel ve věku 68 let, ale žil do 76 let a zemřel v roce 1472. Je pohřben v klášteře San Marco ve Florencii.
Michelozzo byl jedním z nejvlivnějších, ale dosud neuznaných, architektů rané renesance. Byl současníkem Brunelleschiho a Donatella, kteří velmi ovlivnili jeho tvorbu. Na druhou stranu práce dalších sochařů a architektů Manettiho, Bernardo Rossellino, Giuliano da Maiano a dokonce i Giuliano da Sangallo jsou naopak ovlivněny Michelozzovou tvorbou.